# Peder Holk Nielsen
Peder Holk Nielsen (født 24. august 1956) er en dansk erhvervsleder og tidligere adm. direktør for Novozymes.

## Uddannelse
Peder Holk Nielsen er uddannet kemiingeniør fra Danmarks Tekniske Universitet i 1981, hvorfra han også opnåede en ph.d.-grad i 1984. Ligeledes har han en grad (B.Com.) i international forretningsledelse fra Copenhagen Business School.

## Karriere
Peder Holk Nielsen påbegyndte sin karriere i industriel bioteknologi i 1984 som Marketing Manager i enzymdivisionen hos det daværende Novo A/S.
I 1987 blev han chef for gruppen for ny forretningsudvikling. Han overtog rollen som Vice President for forskning og udvikling i 1990. I 1995 blev Peder Holk Nielsen en del af ledelsesgruppen for enzymforretningen i det da etablerede Novo Nordisk – indledningsvis som Corporate Vice President for udvikling og kvalitetssikring, og fra 1999 som ansvarlig for salg og marketing. Han varetog denne stilling indtil udskillelsen fra Novo Nordisk og etableringen af Novozymes som selvstændig virksomhed i 2000.
Fra etableringen af Novozymes udnævntes Peder Holk Nielsen som Executive Vice President med ansvar for den operationelle del af forretningen, herunder salg, marketing og supply chain. Herefter blev han i 2007 ansvarlig for hele enzymforretningen i Novozymes. I april 2013 udnævntes han som adm. direktør for virksomheden efter Steen Riisgaard. I februar 2020 stoppede Peder Holk Nielsen som adm. direktør i Novozymes og blev afløst af Ester Baiget.

## Andre poster og udnævnelser
- Ridder af Dannebrog 2015. [7]

- Peder Holk Nielsen har siddet i bestyrelsen for Hempel fra 2006 til 2017 og for LEO Pharma[5] fra 2007 til 2017.

- Peder Holk Nielsen har været medlem af det af regeringen nedsatte Digitalt Vækstpanel[8] og en del af Udenrigsøkonomisk Forum under Udenrigsministeriet.[9]

- Peder Holk Nielsen blev i 2016 af Forbes udnævnt som en Global Game Changer[10].

Peder Holk Nielsen er gift og har fire børn.

## Eksterne referencer
1. 1 2  Holk Nielsens CV på Novozymes' hjemmeside. Besøgt 12. november 2017. (Webside ikke længere tilgængelig)
2. 1 2 3  Peder Holk Nielsen. Den Store Danske, Gyldendal. Hentet 5/9-2017
3. ↑  Michael Korsgaard Nielsen (24. august 2016). "Firmaets mand og enzymkonge". Berlingske.
4. ↑  Julie Ring-Hansen Holt (25. januar 2013). "Han får verden ind i virksomheden". Ingeniøren.
5. 1 2  Management Arkiveret 9. september 2017 hos  Wayback Machine. Novozymes. Hentet 5/9-2017
6. ↑  Novozymes' new president, CEO takes the helm. Sacramento Business Journal. Hentet 5/9-2017
7. ↑  Modtagere af danske dekorationer Arkiveret 12. maj 2019 hos  Wayback Machine kongehuset.dk hentet 17. april 2020
8. ↑  Digitalt Vækstpanel Arkiveret 9. september 2017 hos  Wayback Machine. Erhvervsministeriet. Hentet 5/9-2017
9. ↑  Mogens Jensen åbner nyt Udenrigsøkonomisk Forum Arkiveret 9. september 2017 hos  Wayback Machine. Udenrigsministeriet. Hentet 5/9-2017
10. ↑  Global Game Changer på forbes.com hentet 17. april 2020